# Samson François
Samson Pascal François (Fráncfort del Meno, 18 de mayo de 1924 - París, 22 de octubre de 1970) fue un pianista francés.

## Biografía
François nació en  Fráncfort del Meno en donde su padre trabajaba en el Consulado Francés.  Sus primeros estudios fueron con Pietro Mascagni quien lo encorazonó a dar su primer concierto a los seis años de edad.  Con su itinerante familia, también estudió en Belgrado con Cyril Licar quien lo introdujo a la música de Bela Bartok.
De regreso a Francia, estudió en el Conservatorio de Niza de 1932 a 1935 en donde obtuvo el primer premio.  Alfred Cortot lo apoyó para establecerse en París y estudiar con Yvonne Lefébure en la École Normale de Musique.  Estudió también piano con Cortot (quien se dice encontró que era casi imposible enseñarle) y armonía con Nadia Boulanger.  En 1938 estudió con  Marguerite Long en el Conservatorio de París.
Especialmente admirado por sus interpretaciones de  Chopin, Schumann, Debussy, y Ravel.   Muchas de estas interpretaciones son hoy disponibles en CD.  François gustaba del jazz y sostenía que el jazz influía su estilo interpretativo, en especial el pianista Bud Powell. Compuso entre otras cosas un concierto para piano y música incidental para el cine.
Se casó con  Josette Bahvsar y su hijo Maximilien (nacido en 1955) publicó una biografía de su padre en 2002 (ver bibliografía)
Su estilo de vida extravagante, sus interpretaciones apasionadas a la vez que sistemáticas y disciplinadas le otorgaron una aureola especial entre los pianistas.  Sus gustos por la vida nocturna, alcohol y uso de drogas le provocaron un ataque cardíaco en plena sala de conciertos en 1968.  Murió dos años después, en 1970
François solía decir "no hay que tocar de modo simple para tocar bien".  Otra de sus frases "No se debe dar la impresión de estar obligado a tocar la nota siguiente" parecería extraída de su interés por el jazz.

## Repertorio y grabaciones
Sus grabaciones se extendieron desde 1947 hasta 1970: Chopin, Ravel - dos integrales - Debussy (sin terminar la integral), Schumann, Liszt, y también Prokófiev, Scriabin, Bartok, Franck, Fauré, e incluso algunas piezas de Bach, Beethoven, Mozart, Mendelssohn. Sin Brahms, sin embargo, del que dijo que su música rompería sus dedos.
Respecto a sus grabaciones de Chopin Samson François destacó por sus interpretaciones. Hizo dos grabaciones de los dos conciertos, realizadas en 1954-1958 y 1965, que parecen tocadas por dos intérpretes diferentes. También dejó registros muy personales de las baladas, valses, nocturnos, Scherzi, estudios, Sonatas, polonesas ... Pero su interpretación, tal vez más extraordinaria es la de las mazurcas, en las que transforma el mismo minimalismo de las piezas en pequeños haikus melancólicos.
Ravel, era su especialidad. Es evidente que nadie ha tocado nunca la Sonatina, Gaspard de la nuit, el Tombeau de Couperin, con tan exquisita gracia y tanto rigor, por no hablar de los dos conciertos, el que todos musicólogos reconocen que él fue el intérprete del siglo con versiones solo comparables a las de Benedetti Michelangeli.
Los Conciertos 3 y 5 de Prokófiev están para siempre marcados por sus versiones - como Glenn Gould marcó a las Variaciones Goldberg - y también los dos conciertos de Liszt. 
El quinteto de Franck para piano, el Cuarteto Nº 1 Fauré, con el Cuarteto Bernède dan testimonio de la capacidad de Samson François para fundirse en un conjunto de música de cámara.
Pero lo más extraordinario, tal vez, son sus interpretaciones de Debussy. Murió cuando hacía la grabación de la obra completa para piano, durante un descanso. Sus interpretaciones son una explosión de notas extremadamente precisas, pero con una gran sensación de ligereza, por otra parte, los colores se pueden ver casi cerrando los ojos. Estas versiones se han convertido en una de las de referencia, junto con la legendarias monoaurales de Walter Gieseking.